# Yağmur Şahbazova
Yağmur Şahbazova (* 13. Februar 1987 in Baku), auch unter den Namen Yağmur Shahbazova bekannt, ist eine türkische Schauspielerin aserbaidschanischer Abstammung.

## Leben und Karriere
Şahbazova wurde am 13. Februar 1987 in Baku geboren. Ihre Mutter ist die Schauspielerin Esmiralda Şahbazova. Ihr Debüt gab sie 2013 in der Fernsehserie Tek olanda qorxma. Von 2016 bis 2018 bekam sie in der Serie Viccdan haqqi eine Hauptrolle. Zwischen 2019 und 2022 spielte Şahbazova in Yemin mit.

## Filmografie
Serien
- 2013: Tek olanda qorxma
- 2016–2018: Viccdan haqqi
- 2019–2022: Yemin